# Maison à Neštin
Neštin, en Serbie, possède une maison (en serbe cyrillique : Кућа у Нештину ; en serbe latin : Kuća u Neštinu), construite au XVIIIe siècle. En raison de sa valeur architecturale, elle est inscrite sur la liste des monuments culturels d'importance exceptionnelle de la république de Serbie.

## Présentation

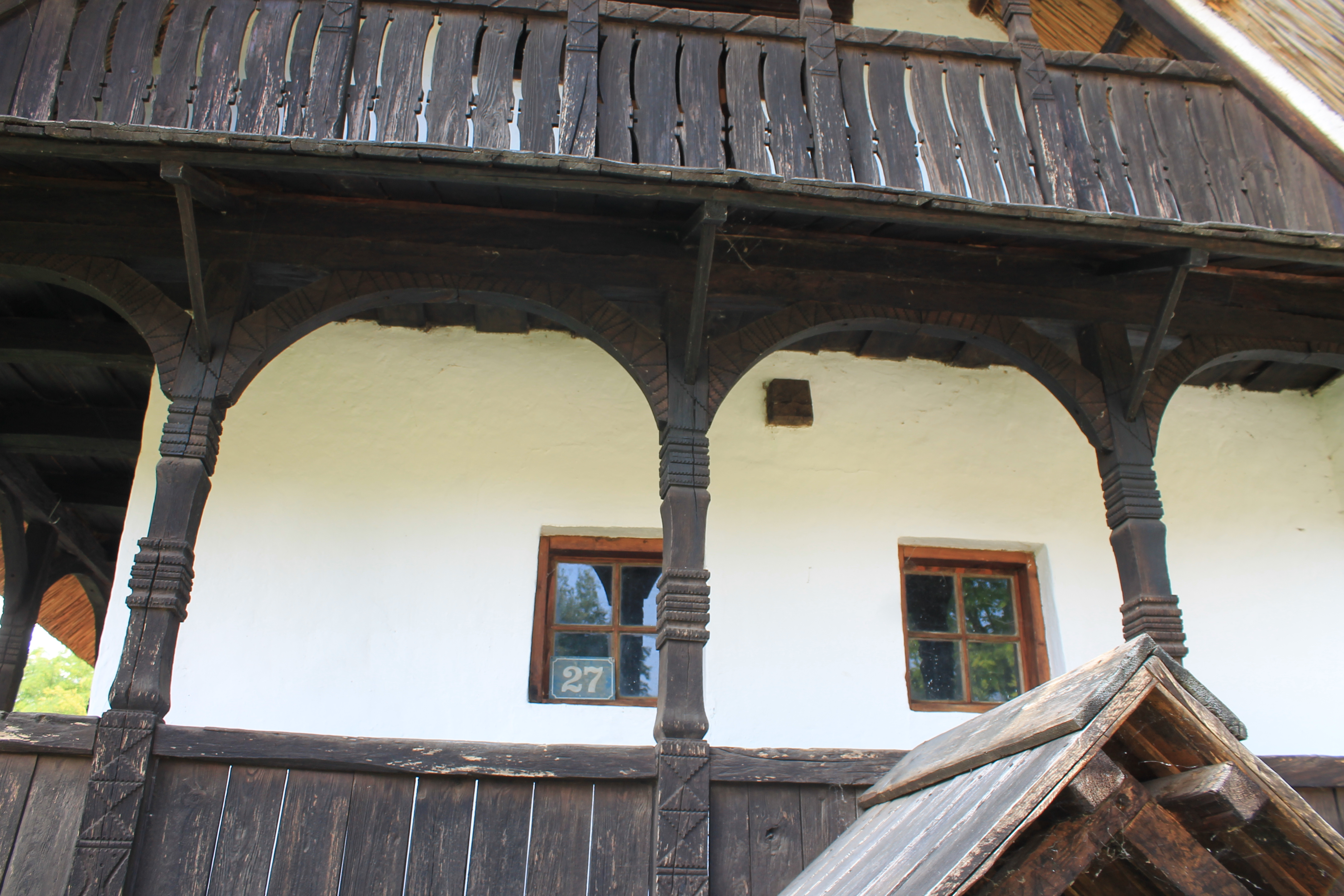
Détail.

La maison située au n° 34 rue Koče Popovića à Neštin, est caractéristique des maisons villageoises (en serbe : seoska kuća) de la Syrmie au XVIIIe siècle. Elle possède la forme d'un rectangle, dont un des côtés les plus étroits donne sur la rue, tandis que les façades allongées avancent dans le jardin ; elle comprend trois niveaux : une cave, un rez-de-chaussée et un grenier. Les murs sont constitués de colombages en acacia et le toit, particulièrement pentu, forme de grands pignons et est recouvert de chaume. La structure du rez-de-chaussée est traditionnelle : on y trouve trois pièces en enfilade : une salle principale, une cuisine et une chambre, la cuisine disposant d'un foyer ouvert. 
La maison de Neštin possède une grande galerie en bois, rythmée par des piliers, courant sur une des façades sur jardin et le long de la façade sur rue et qui lui donne un caractère unique.
La maison est aujourd'hui la propriété de l'Institut régional pour la protection des monuments culturels de Novi Sad (Pokrajinski zavod za zaštitu spomenika kulture Novog Sad). Elle a été restaurée de 1990 à 1992.